# Teatro da Suécia

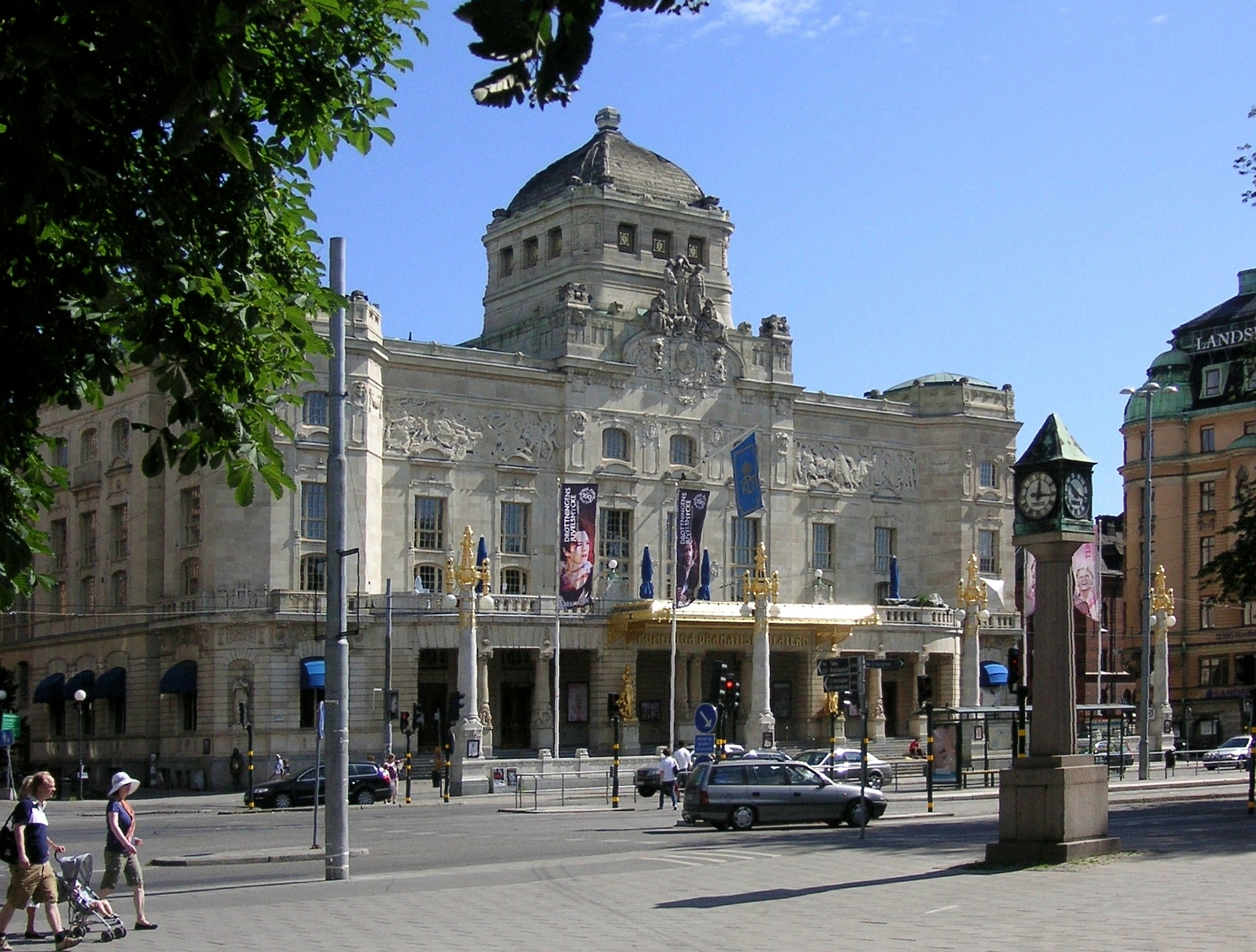
O Teatro Dramático Real, em Estocolmo

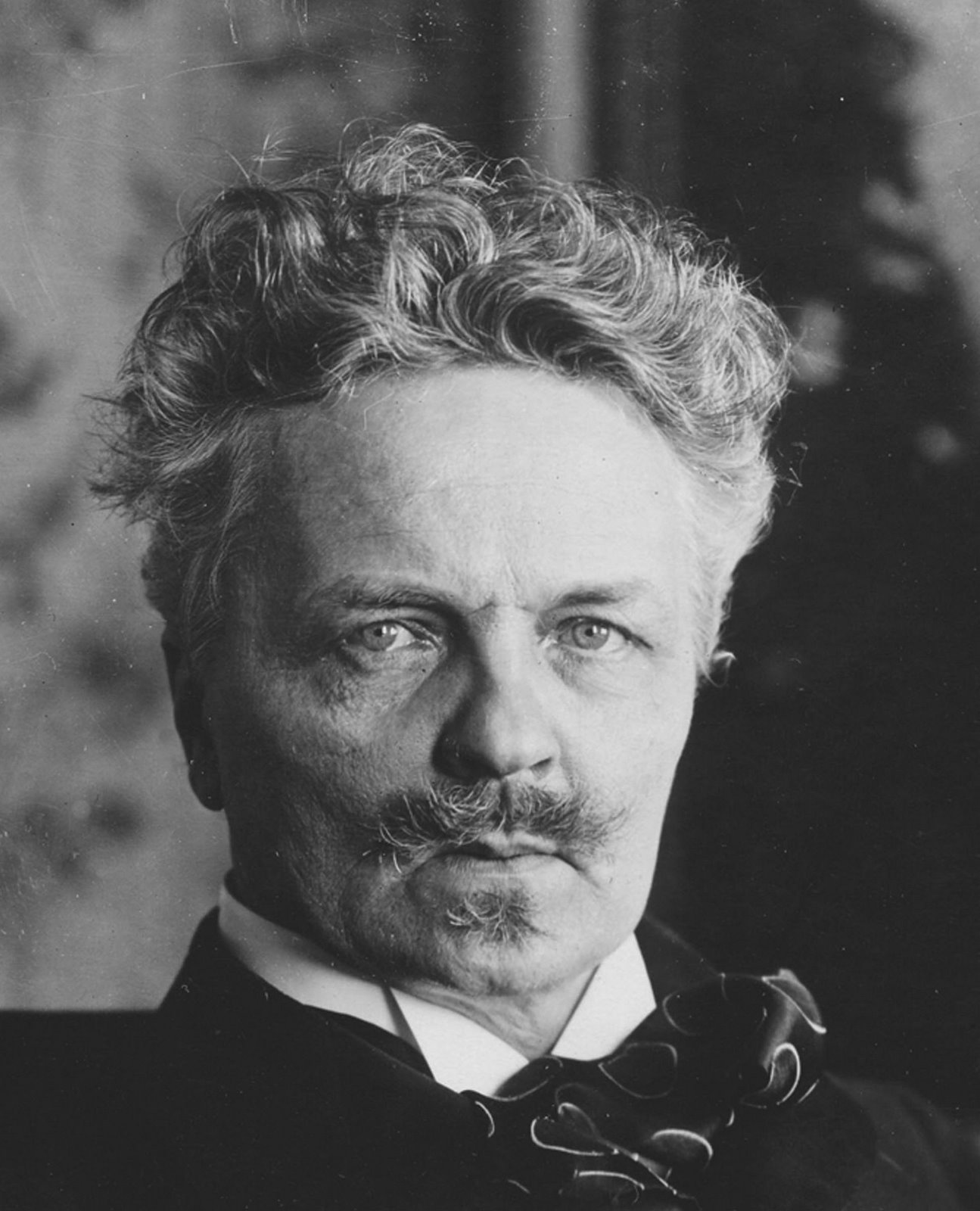
O dramturgo August Strindberg

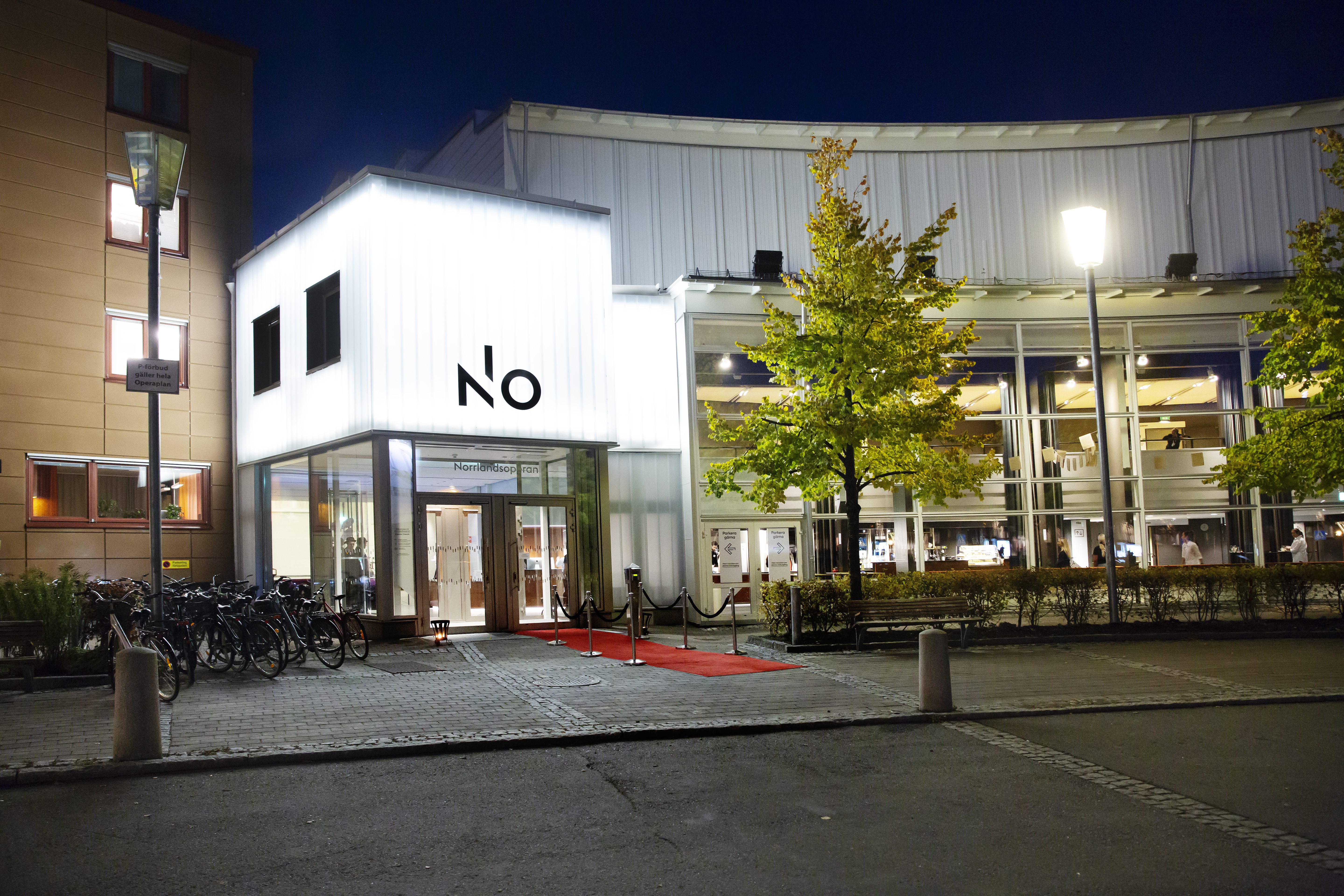
A Ópera da Norrland

O teatro na Suécia tem como cena principal o Teatro Dramático Real (Dramaten) na capital Estocolmo. Milhões de espectadores visitam anualmente inúmeros teatros municipais (stadsteater) em cidades como Helsingborg, Malmö, Gotemburgo, Uppsala e Estocolmo, teatros regionais (länsteater) em regiões como Norrbotten, Småland, Örebro e Jämtland, o teatro nacional de tourné Teatro Nacional Sueco (Riksteatern), teatros locais amadores e teatros livres profissionais. 

Entre os autores de dramas, ressalta em primeiro lugar August Strindberg, e além dele escritores como Hjalmar Bergman, Pär Lagerkvist, Lars Molin, Suzanne Osten, Per Olov Enquist, Stig Dagerman e Lars Norén. 

Encenadores como Ingmar Bergman, Alf Sjöberg e Lars Norén usaram o palco para expor a psicologia humana. 

Entre as peças famosas de autores suecos, podemos destacar Senhorita Júlia / Menina Júlia (Fröken Julie) e O Pai (Fadren) de Strindberg, Bödeln de Pär Lagerkvist, Judasdramer de Stig Dagerman, A Noite das Tríbades de Per Olov Enquist. 

## História
A arte dramática na Suécia tem as suas raízes nas representações ambulantes nos mercados, nas peças litúrgicas da Igreja na Idade Média, nas peças históricas do século XVI, nos bailados esplendorosos da Era do Império Sueco.

O primeiro teatro da Suécia foi provavelmente o Lejonkulan (em português: Cova do Leão), localizado junto ao antigo Castelo Real das Três Coroas. Inicialmente construído como jaula de dois leões oferecidos à rainha Cristina, o Lejonkulan foi depois utilizado como sala de teatro em 1667-1689. Diversas companhias de teatro da Holanda, da Alemanha e da França atuaram nesse local, tendo a primeira companhia sueca - Dän Swänska Theatren - aparecido em 1686.

O primeiro local de teatro permanente do país foi todavia o Bollhusteatern, instalado em 1667 na Stora Bollhuset, uma grande casa destinada a jogos de bola, e arranjado como verdadeiro teatro em 1699.

No século XVII, diversas companhias de teatro da Holanda, da Alemanha e da França atuaram nesse local, tendo a primeira companhia sueca aparecido em 1686.

No século XVIII a influência cultural francesa chegou ao país pela mão do rei Gustavo III, que mandou construir a Ópera Real Sueca em 1777 e o Teatro Dramático Real em 1788. Alguns anos antes a rainha Lovisa Ulrika mandara construir o Teatro do Palácio de Drottningholm.

No século XIX a ascensão da classe média conduziu à proliferação dos teatros municipais e dos teatros privados.                                                             	

No século XX, a arte dramática é impulsionada pelas obras inovadoras de Strindberg - Fröken Julie (Senhorita Júlia / Menina Júlia) e Ett drömspel (O Sonho) e de Hjalmar Bergman - Markurells i Wadköping (Os Markurells em Wadköping).

## Dramaturgos
Para além de Strindberg e Hjalmar Bergman, outros dramaturgos de relevo aparecem sucessivamente em cena – Pär Lagerkvist, Lars Molin, Suzanne Osten, Per Olov Enquist, Stig Dagerman e Lars Norén.

## Encenadores
Entre os encenadores, podemos destacar para além do próprio Strindberg, August Falck, Per Lindberg, Olof Molander, Alf Sjöberg, Ingmar Bergman e Lars Norén.

## Atores
Entre os atores que marcaram a sua época podemos citar Gösta Ekman, Alf Sjöberg, Lars Hanson, Inga Tidblad, Anders Ek e Allan Edwall.
A democratização do acesso à arte cénica avançou enormemente com os grupos livres, com a rádio, com a televisão, com a popularidade de atores como Margaretha Krook e Ingvar Kjellson.

## Teatros
Entre os teatros mais frequentados na atualidade, podem ser destacados o Teatro Municipal de Estocolmo (Stockholms stadsteater), o Teatro Nacional Sueco (Riksteatern; rede de teatro de tourné com associações locais e regionais), o Teatro Dramático Real (Dramaten), a Ópera de Gotemburgo (Göteborgsoperan), a Ópera Real Sueca (Kungliga Operan), o Ópera de Malmö (Malmö Opera), o Teatro Municipal de Gotemburgo (Göteborgs stadsteater), o Teatro Municipal de Uppsala (Uppsala Stadsteater), a Ópera da Norrland (Norrlandsoperan) em Umeå, o Teatro de Kristianstad (Kristianstads teater) e a Ópera da Wermland (Wermland Opera) em Karlstad.